# Trzeci gabinet Josepha Lyonsa
Trzeci gabinet Josepha Lyonsa (ang. Third Lyons Ministry) – dwudziesty trzeci gabinet federalny Australii, urzędujący od 9 listopada 1934 do 29 listopada 1937.
Był gabinetem koalicyjnym, tworzonym przez Partię Zjednoczonej Australii (UAP) i Partię Wiejską (CP). Zastąpił tymczasowy drugi gabinet Josepha Lyonsa, który UAP sformowała samodzielnie w październiku 1934. Urzędował do wyborów w 1937, po których powstał czwarty gabinet Josepha Lyonsa, również oparty na koalicji UAP-CP.
W gabinecie znalazło się m.in. dwóch przyszłych premierów Australii (Earle Page i Robert Menzies), wieloletni były premier Billy Hughes, a także przyszły gubernator generalny Richard Casey.

## Skład
| stanowisko                                                                     | członek gabinetu    | partia | od                  | do                  |
| ------------------------------------------------------------------------------ | ------------------- | ------ | ------------------- | ------------------- |
| premier                                                                        | Joseph Lyons        | UAP    | 9 listopada 1934    | 29 listopada 1937   |
| minister skarbu                                                                | Joseph Lyons        | UAP    | 9 listopada 1934    | 3 października 1935 |
| minister skarbu                                                                | Richard Casey       | UAP    | 3 października 1935 | 29 listopada 1937   |
| minister gospodarki                                                            | Earle Page          | CP     | 9 listopada 1934    | 29 listopada 1937   |
| prokurator generalny                                                           | Robert Menzies      | UAP    | 9 listopada 1934    | 29 listopada 1937   |
| minister przemysłu                                                             | Robert Menzies      | UAP    | 9 listopada 1934    | 29 listopada 1937   |
| minister spraw zagranicznych                                                   | George Pearce       | UAP    | 9 listopada 1934    | 29 listopada 1937   |
| minister ds. terytoriów                                                        | George Pearce       | UAP    | 9 listopada 1934    | 29 listopada 1937   |
| minister obrony                                                                | Archdale Parkhill   | UAP    | 9 listopada 1934    | 20 listopada 1937   |
| minister obrony                                                                | Joseph Lyons        | UAP    | 20 listopada 1937   | 29 listopada 1937   |
| minister spraw wewnętrznych                                                    | Thomas Paterson     | CP     | 9 listopada 1934    | 29 listopada 1937   |
| minister poczty                                                                | Alexander McLachlan | UAP    | 9 listopada 1934    | 29 listopada 1937   |
| minister ds. rozwoju i badań naukowych i przemysłowych                         | Alexander McLachlan | UAP    | 9 listopada 1934    | 29 listopada 1937   |
| minister handlu i ceł                                                          | Thomas White        | UAP    | 9 listopada 1934    | 29 listopada 1937   |
| wiceprzewodniczący Federalnej Rady Wykonawczej                                 | Billy Hughes        | UAP    | 9 listopada 1934    | 6 listopada 1935    |
| wiceprzewodniczący Federalnej Rady Wykonawczej                                 | Joseph Lyons        | UAP    | 6 listopada 1935    | 29 listopada 1937   |
| minister zdrowia                                                               | Billy Hughes        | UAP    | 9 listopada 1934    | 6 listopada 1935    |
| minister zdrowia                                                               | Joseph Lyons        | UAP    | 6 listopada 1935    | 26 lutego 1936      |
| minister zdrowia                                                               | Billy Hughes        | UAP    | 26 lutego 1936      | 29 listopada 1937   |
| minister ds. repatriacji                                                       | Billy Hughes        | UAP    | 9 listopada 1934    | 6 listopada 1935    |
| minister ds. repatriacji                                                       | Joseph Lyons        | UAP    | 6 listopada 1935    | 26 lutego 1936      |
| minister ds. repatriacji                                                       | Billy Hughes        | UAP    | 26 lutego 1936      | 29 listopada 1937   |
| wiceminister skarbu (w randze członka gabinetu)                                | Richard Casey       | UAP    | 9 listopada 1934    | 3 października 1935 |
| minister bez teki                                                              | Charles Marr        | UAP    | 9 listopada 1934    | 31 grudnia 1934     |
| minister bez teki, kierujący negocjacjami traktatów handlowych                 | Henry Gullett       | UAP    | 9 listopada 1934    | 11 marca 1937       |
| minister bez teki, wspierający ministra przemysłu                              | Tom Brennan         | UAP    | 9 listopada 1934    | 29 listopada 1937   |
| minister bez teki, wspierający ministra gospodarki                             | Tom Brennan         | UAP    | 9 listopada 1934    | 29 listopada 1937   |
| minister bez teki, wspierający ministra gospodarki                             | Harold Thorby       | CP     | 1 września 1935     | 29 listopada 1937   |
| minister bez teki, wspierający ministra ds. repatriacji                        | Harold Thorby       | CP     | 9 listopada 1934    | 1 września 1935     |
| minister bez teki, wspierający ministra ds. repatriacji                        | James Hunter        | CP     | 1 września 1935     | 29 listopada 1937   |
| minister bez teki, nadzorujący program mieszkań dla weteranów                  | Harold Thorby       | CP     | 9 listopada 1934    | 11 września 1936    |
| minister bez teki, nadzorujący program mieszkań dla weteranów                  | James Hunter        | CP     | 11 września 1936    | 29 listopada 1937   |
| minister bez teki, reprezentujący ministra poczty na forum Izby Reprezentantów | James Hunter        | CP     | 9 listopada 1934    | 11 września 1935    |
| minister bez teki, wspierający ministra spraw wewnętrznych                     | James Hunter        | CP     | 23 września 1925    | 29 listopada 1937   |